# اقتصاد پیچیدگی
اقتصاد پیچیدگی کاربرد علم پیچیدگی در حل مسائل اقتصادی است. این علم به اقتصاد نه به عنوان یک سیستم در حال تعادل بلکه به شکل یک سیستم پویا نگاه می‌کند که همیشه در حال دوباره سازی خود است. این علم برای کشف چگونگی شکل‌گیری و تحول ساختار اقتصاد در برهمکنش با رفتار انطباقی واحدهای اقتصادی (Agents) در اقتصاد، بیشتر از روش‌های محاسباتی استفاده می‌کند تا روش‌های تحلیلی ریاضی.

## مدل‌ها
از نمونه‌های اولیه، یک مدل تصنعی از بازار سهام است که موسسهٔ سانتافه در سال ۱۹۸۹ ابداع کرد. این مدل دو خروجی متفاوت را نشان می‌دهد، در یکی «واحدها به دنبال پیش بینی نیستند و در خروجی انتظاری همگن، همگرایی وجود دارد.» و در دیگری «انواع استراتژی‌های تجاری ظاهر می‌شوند، باقی می‌مانند و دوره‌های حباب و ورشکستگی اتفاق می‌افتند».
بخش دیگری معمای زندانی را مورد مطالعه قرار داده، مثلاً در یک شبکه که واحدها در میان نزدیک‌ترین همسایه‌های خود برهمکنش دارند یا در یک شبکه که واحدها می‌توانند گاهی اشتباه کنند و "استراتژی‌ها را توسعه دهند."
در این مدل‌ها، نتایج یک سیستم را نشان می‌دهند که «یک الگوی ثابت تغییرات توزیع استراتژی‌ها» را نمایش می‌دهد.
به‌طور کلی مدل‌های اقتصاد پیچیدگی معمولاً برای مطالعهٔ چگونگی برآمدن نتایج غیرشهودی در مقیاس ماکرو در یک سیستم از برهمکنش‌های ساده در مقیاس میکرو استفاده می‌شوند. این دیدگاه از فرض‌های روش واحد نماینده (representative agent) دوری می‌کند که خروجی سیستم‌های جمعی به شکل جمع سادهٔ رفتار تک تک اعضا می‌بیند.

## معیارها

### شاخص  پیچیدگی اقتصادی
اقتصاد دان دانشگاه هاروارد  Ricardo Hausmann و Cesar A. Hidalgo فیزیک‌دان MIT یک روش طیفی برای اندازه‌گیری پیچیدگی اقتصاد یک کشور با استنباط آن از ساختار شبکه ای که کشورها را به کالاهایی که آن کشور صادر می‌کند، معرفی کردند. این معیار اطلاعات شاخص تنوع یک کشور را، که به‌طور مثبت با دانش تولید آن کشور همبستگی دارد، به همراه معیاری از فراگیری یک محصول (تعداد کشورهایی که محصول مدنظر را تولید یا صادر می‌کنند) ترکیب می‌کند.

### ارتباط
شاخص پیچیدگی اقتصادی که Hausmann و Hidalgo معرفی کردند در پیش بینی رشد سرانهٔ تولید ناخالص ملی توانمند است. Hasumann و Hidalgoنشان دادند که لیست کشورها بر اساس تولید ناخالص داخلی در آینده (بر اساس شاخص پیچیدگی اقتصاد) توان ECI برای پیش بینی رشد سرانهٔ تولید ناخالص داخلی چیزی بین ۵ تا ۲۰ برابر بزرگ‌تر از توانایی شاخص حاکمیت بانک جهانی، WEF و GCI است.

### معیارهایی برای سازگاری کشور و پیچیدگی محصول
لوچیانو پیترونرو (Pietronero) و همکارانش به تازگی یک رهیافت جدید معرفی کرده‌اند. این معیارها در بستر یک مدل غیرخطی به عنوان نقاط ثابت (Fixed Points) تعریف می‌شوند. بر خلاف مدل خطی منجر به شاخص پیچیدگی اقتصاد ECI، این مدل غیرخطی یک نقطهٔ کلیدی برای برخورد مناسب با داده‌هایی با ساختار تو در تو است.

## گرایش‌های اقتصاد معاصر
اقتصاد پیچیدگی ارتباط پیچیده‌ای با فعالیت‌های حال حاضر در اقتصاد و علوم دیگر دارد. تفکر مبتنی بر پیچیدگی برای درک مسائل اقتصادی از زمان آغاز به کار آن به عنوان رشته‌های آکادمیک معرفی شده‌است.
تحقیقات نشان داده‌است که هیچ دو اتفاقی در مقیاس مایکرو به‌طور کاملاً مستقل رخ نمی‌دهند و رابطه ای وجود دارد که ساختار اقتصاد کلان را شکل می‌دهد. با این حال، این ارتباط همیشه در یک جهت نیست و زمانی که در فرایند بازخورد حضور دارد، یک اثر متقابل به وجود می‌آید.
اقتصاد پیچیدگی در زمینه‌های مختلفی مورد استفاده قرار گرفته‌است.

### مکاتب پیشین
اقتصاد پیچیدگی از اقتصاد رفتاری، اقتصاد مارکسی، اقتصاد سازمانی/اقتصاد تکاملی، اقتصاد اتریشی و کارهای آدام اسمیتو همچنین از زمینه‌های دیگری مانند مکانیک آماری در فیزیک و زیست‌شناسی تکاملی تأثیر گرفته‌است.

### کاربردها
تئوری سیستم‌های پیچیده در زمینه‌های مختلفی در اقتصاد و دیگر علوم تصمیم‌گیری مورد استفاده قرار گرفته‌است. این کاربردها نظریهٔ بازی‌ها، دینامیک نظرات در میان واحدهای متشکل از چندین جزءو اقتصاد کلان را شامل می‌شوند. اقتصاد پیچیدگی توجه تاریخ دانان اقتصاد را به سمت خود جلب کرده‌است. کتاب Aid on the Edge of Chaos نوشتهٔ Ben Ramalingam در مورد کاربردهای بسیار زیادی از اقتصاد پیچیدگی صحبت می‌کند که به کمک‌های خارجی مربوط است.